# Beyond Life and Death
Beyond Life and Death is de laatste aflevering van het tweede seizoen van de televisieserie Twin Peaks. Deze werd in de Verenigde Staten uitgezonden op 10 juni 1991.

## Verhaal
Nadat Agent Cooper de ingang van de 'Black Lodge' heeft gevonden in de bossen, treedt hij binnen om zo in de 'Red Room' te belanden, waar hij eerder in zijn dromen 'The man from another place' ontmoette. Omdat hij binnen is gegaan met inperfect courage is het onmogelijk voor hem om zijn doel te bereiken: Annie vinden.
Wanneer Cooper de eveneens de Black Lodge binnengetreden Windom Earle zijn ziel toezegt in ruil voor Annie, verschijnt BOB ten tonele. Nadat die Earle vernietigt, gaat Cooper ervandoor. Iedere kamer die hij betreedt blijkt exact hetzelfde, totdat hij uitkomt in een wederom identieke kamer met daarin zijn doppelgänger. Een nieuwe vlucht, maar dan van hem, blijkt tevergeefs.

## Slotscène
Nadat 'Cooper' de Black Lodge schijnbaar heeft kunnen ontvluchten, wordt er niets vreemds aan hem opgemerkt door de bewoners van Twin Peaks. Terug en alleen op Coopers kamer in het Great Northern Hotel staart een nieuwe versie van de FBI-agent echter in de spiegel, waarna hij er een ster inslaat met zijn voorhoofd en hysterisch begint te lachen.
Dit was het officiële einde van Twin Peaks tot er na een kwart eeuw een derde seizoen van de serie uitkwam. In de laatste aflevering van het tweede seizoen vertelde Laura Palmer Cooper immers I'll see you again in 25 years.

## Onverklaard
Regisseur David Lynch laat een hoop in de loop van de serie opgeworpen vragen onbeantwoord met Beyond Life and Death. Hoewel hij in Fire Walk With Me - een film die hij in 1992 als prequel van de serie uitbrengt - wel een paar zaken duidt, laat hij dat verder zo. In interviews verklaart Lynch dat hij voor sommige mysteries zelf ook nog geen climax bedacht had. Bij anderen zou hij het zonde vinden om deze persoonlijk op één manier uit te leggen.